# Saut en hauteur en Coupe d'Europe des nations d'athlétisme
Le saut en hauteur est disputé en Coupe d'Europe d'athlétisme de 1965 à 2008.
Les vainqueurs individuels en sont :
- 1965 : Valeriy Brumel (URS) 2,15 m
- 1967 : Valentin Gavrilov (URS) 2,09
- 1970 : Kenneth Lundmark (SWE) 2,15
- 1973 : Valentin Gavrilov (URS) 2,15
- 1975 : Aleksandr Grigoryev (URS) 2,24
- 1977 : Rolf Beilschmidt (GDR) 2,31
- 1979 : Dietmar Mögenburg (FRG) 2,32
- 1981 : Valeriy Sereda (URS) 2,30
- 1983 : Franck Verzy (FRA) 2,32
- 1985 : Jan Zvara (TCH) 2,29
- 1987 : Igor Paklin (URS) 2,32
- 1989 : Dalton Grant (GBR) 2,32
- 1991 : Dalton Grant (GBR) 2,30
- 1993 : Artur Partyka (POL) 2,30
- 1994 : Wolf-Hendrik Beyer (GER) 2,25
- 1995 : Steve Smith (GBR) 2,31
- 1996 : Arturo Ortíz (ESP) 2,27
- 1997 : Arturo Ortíz (ESP) 2,30
- 1998 : Sergey Klyugin (URS) 2,28
- 1999 : Martin Buß (GER) 2,34
- 2000 : Stefan Holm (SWE) 2,28
- 2001 : Yaroslav Rybakov (URS) 2,28
- 2002 : Grégory Gabella (FRA) 2,30
- 2003 : Yaroslav Rybakov (URS) 2,34
- 2004 : Stefan Holm (SWE) 2,32
- 2005 : Aleksey Dmitrik (RUS) 2,30
- 2006 : Andrey Silnov (RUS) 2,31
- 2007 : Eike Onnen (GER) 2,30 (devant Andrey Tereshin (RUS), 2,30 et Aleksander Walerianczyk (POL) 2,24)
- 2008, 21 juin : Andrey Silnov (RUS) 2,32 m (devant Andrea Bettinelli (ITA)	2,30 m, =SB et Javier Bermejo(ESP) 2,24 et Mustapha Raïfak (FRA) 2,24 m (SB)).